# グマ駅
グマ駅は、 中華人民共和国 新疆ウイグル自治区 ホータン地区 グマ県にある喀和線の駅で、2011年6月20日に開業し 、ウルムチ鉄道局の管轄である。  

## 駅周辺
- グマ県職業技術学校
- グマ県高等学校
- グマ県環境保護局
- グマ県住宅建設局
- グマ県第3中学校
- グマ県第4小学校
- グマ県公安局
- グマ三峡工業団地

## 歴史
- 2010年に構築された。

## 隣の駅
中国国鉄
喀和線
闊什駅 - グマ駅 - 蔵桂駅

## 参考資料
1. ↑  中华人民共和国铁道部 (2011). “铁运电〔2011〕83号 关于喀和线开办客货运输试运营有关事项的通知”. 铁路客货运输专刊 (北京: 中国铁道出版社) (3):  37-40.
2. ↑  “喀什车务段概况”.  中国铁路总公司. 2017年7月22日閲覧。
3. ↑  皮山火车站介绍